# Михаил Фьодоров
Михаил Павлович Фьодоров (на руски: Михаи́л Па́влович Фёдоров) е руски публицист и военен кореспондент в Руско-турската война (1877 – 1878), предприемач и политик.

## Биография
Роден е във Воронежка губерния, Русия в семейство на потомствен дворянин през 1845 г. Ориентира се към военното поприще. Завършва Воронежкия кадетски корпус. Служи 7 години в Руската императорска армия, достига до звание капитан. След това завършва юридическия факултет на Московския университет (1874).
През 1870-те години е военен кореспондент на вестник „Русские ведомости“. Отразява Сръбско-турската война (1876) и Руско-турската война (1877 – 1878). Едновременно пише и за „Всемирная Иллюстрация“ и „Ilustrated London News“. Застъпник на българската национална кауза.
След войната се занимава с икономически изследвания, включително на търговията със зърно. Учредител и член на управата на Семиреченската железница (Турксиб), директор на Рязанско-Уралската железница. Представител на железниците е в Тарифния съвет и други органи. Участва в редица дружества.
Избран е за гласен (член с решаващ глас) в Градската дума на Санкт Петербург (1904) и за член на Държавната дума от Санкт Петербург през февруари 1907 година. Редактор на списание „Градско дело“ („Городское дело“) от 1909 до 1918 г. Член на парамасонската организация Велик изток на народите на Русия.
След Октомврийската революция остава в Русия. Живее в Петроград (1901 – 1925) в сграда, в която след 1917 г. са настанени учени и той остава като как научен сътрудник, професор. Почива в Ленинград през 1925 г. Погребан е във Волковското гробище. На надгробната плоча е наречен „политико-икономист“.
Михаил Фьодоров е автор на 6 печатни труда за зърнопроизводството и търговията със зърно.